# 젊은 교차로
젊은 교차로는 한국에서 제작된 한상훈 감독의 1973년 영화이다. 문태선 등이 주연으로 출연하였고 김화식 등이 제작에 참여하였다.

## 출연

### 주연
- 문태선
- 명희
- 우연정